# Parathrincostoma elongatum
Parathrincostoma elongatum är en biart som beskrevs av Raymond Benoist 1962. Parathrincostoma elongatum ingår i släktet Parathrincostoma och familjen vägbin. Inga underarter finns listade i Catalogue of Life.